# Querido Verlag

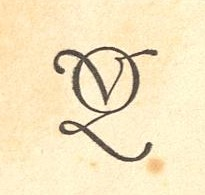
Signet (1933)

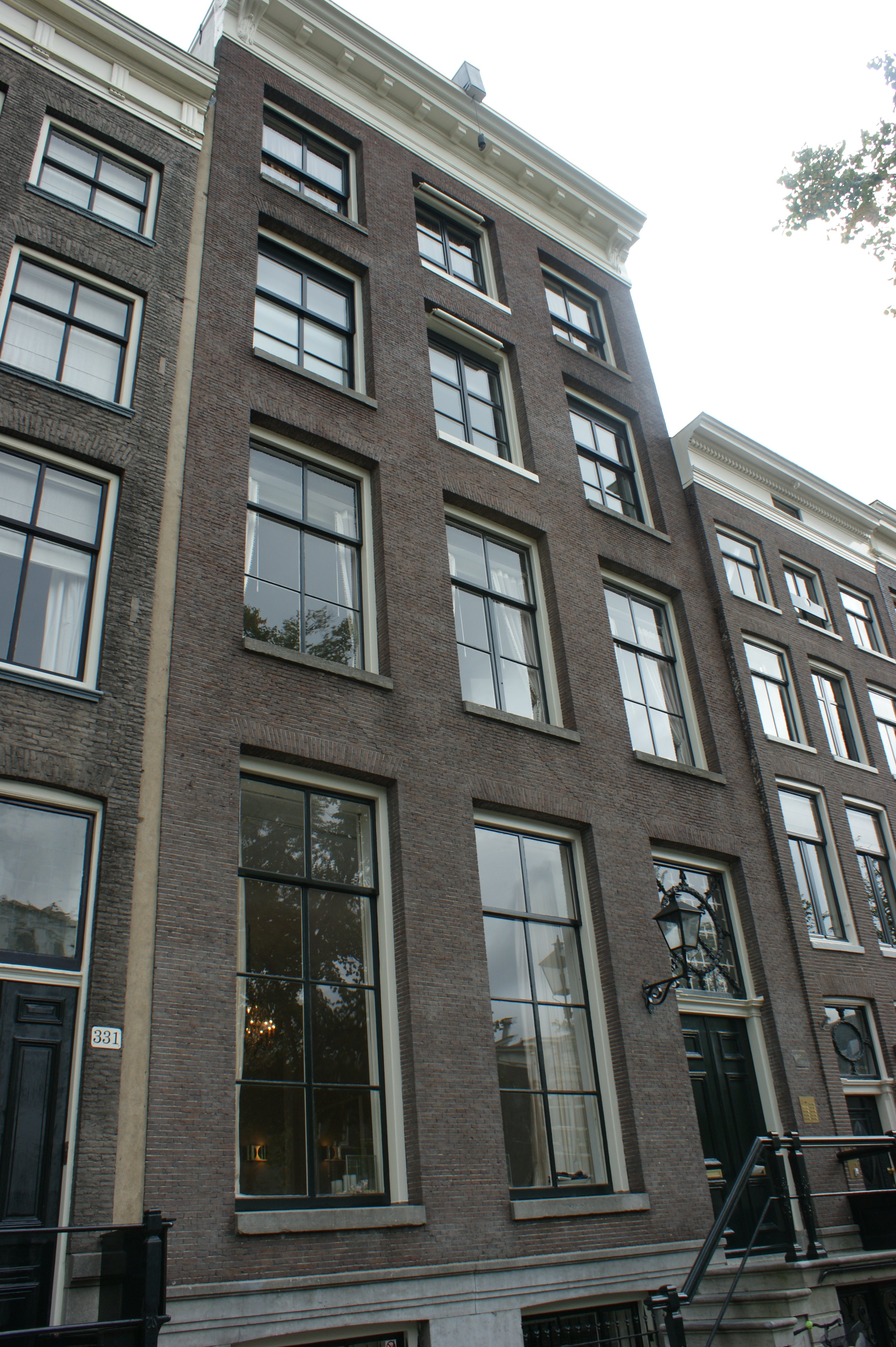
Keizersgracht 333 im Jahr 2011

Der Querido Verlag N.V. war ein deutschsprachiger Exilverlag, der 1933 von dem Niederländer Emanuel Querido (1871–1943) mit dem aus Deutschland geflüchteten Verlagsleiter Fritz Landshoff als Tochtergesellschaft der niederländischen Em. Querido’s Uitgeverij N.V. gegründet wurde. Die Em. Querido’s Uitgeverij-MIJ N.V. war ein renommierter niederländischer Verlag, der schon 1915 gegründet worden war. Der Querido Verlag residierte im Verlagsgebäude der niederländischen Mutter in der Keizersgracht 333 in Amsterdam.

## Geschichte

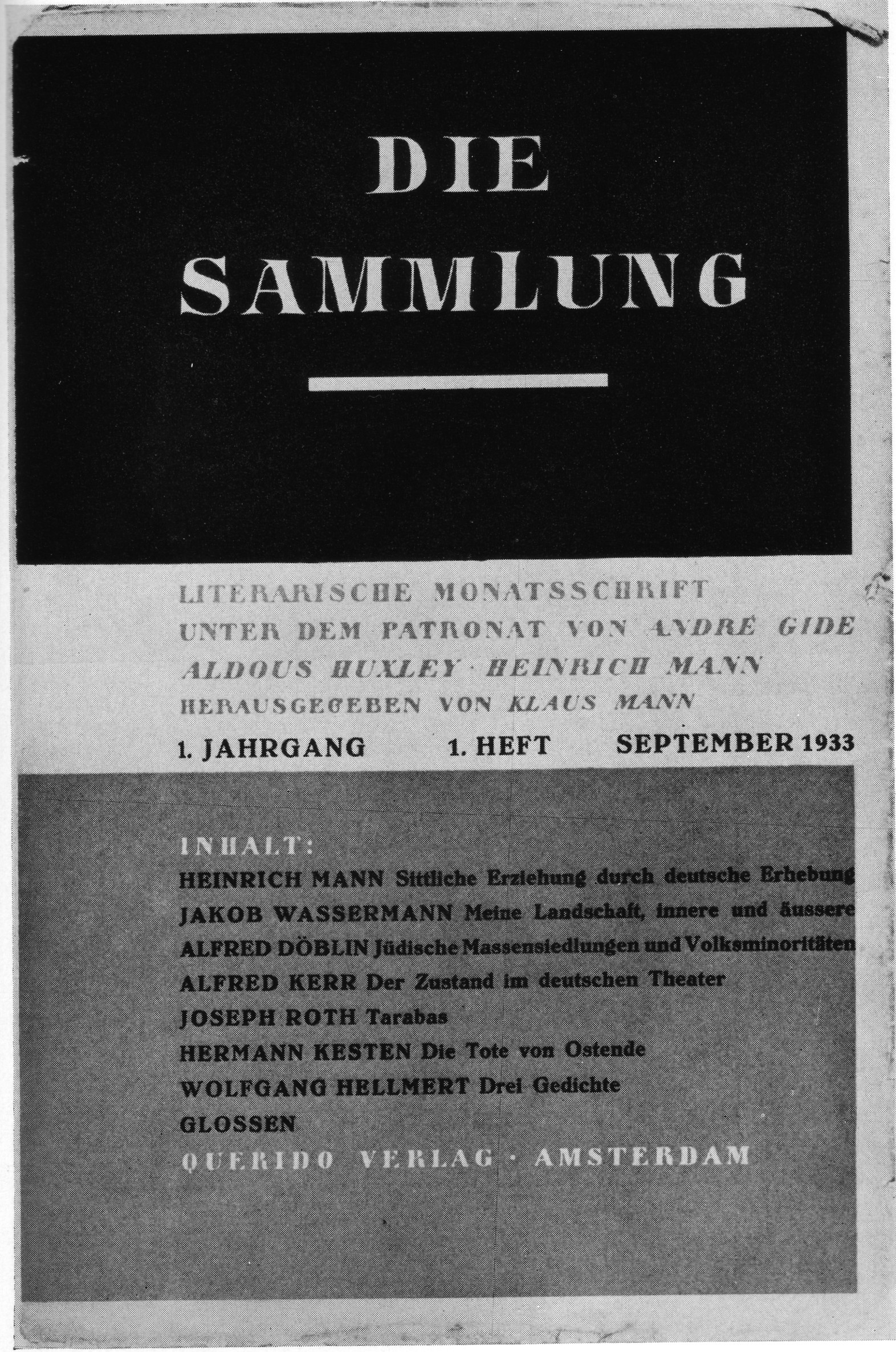
Die Sammlung: Erstes Heft / September 1933

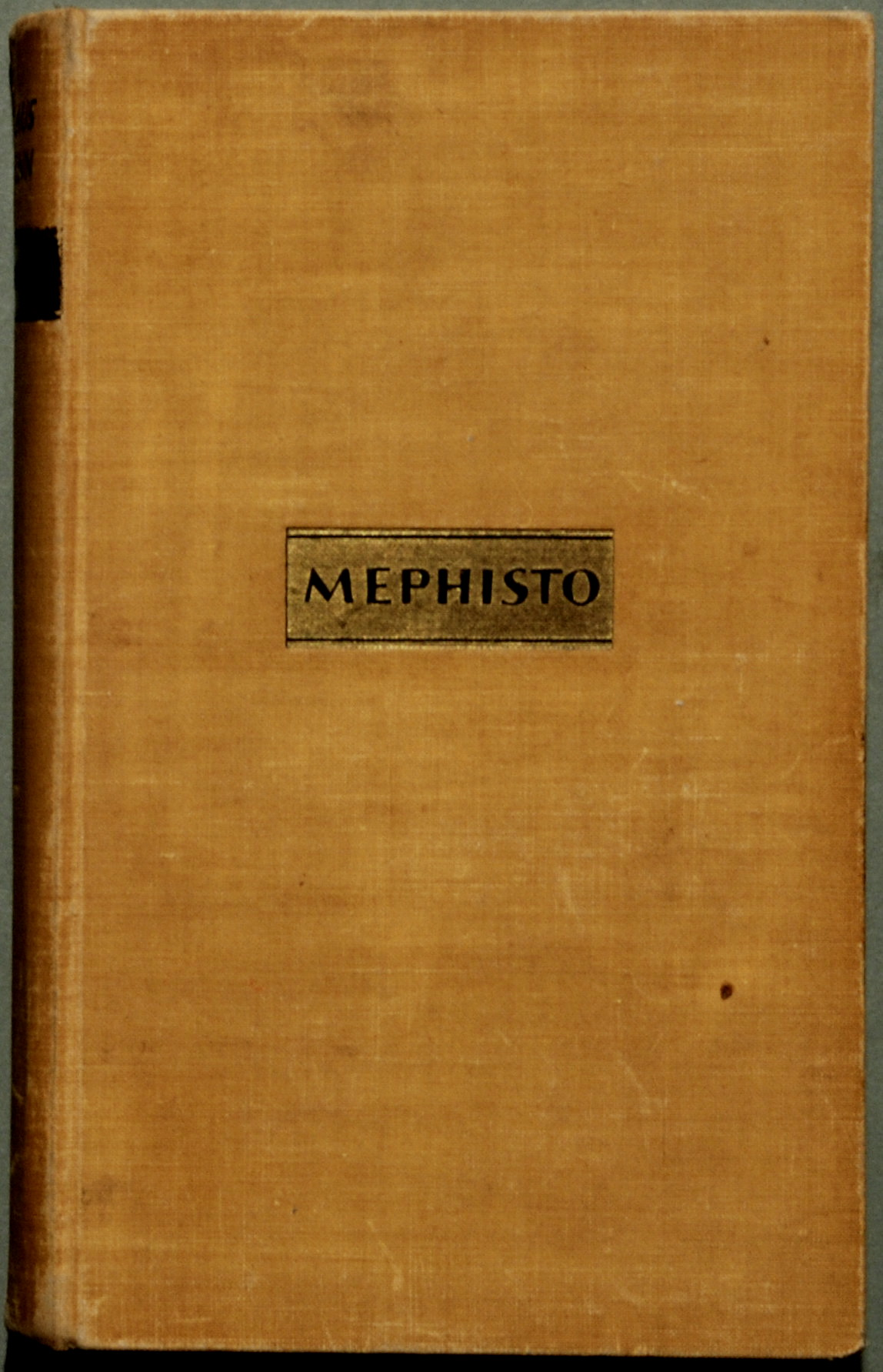
Erstausgabe von Klaus Manns Roman Mephisto im Querido Verlag, 1936

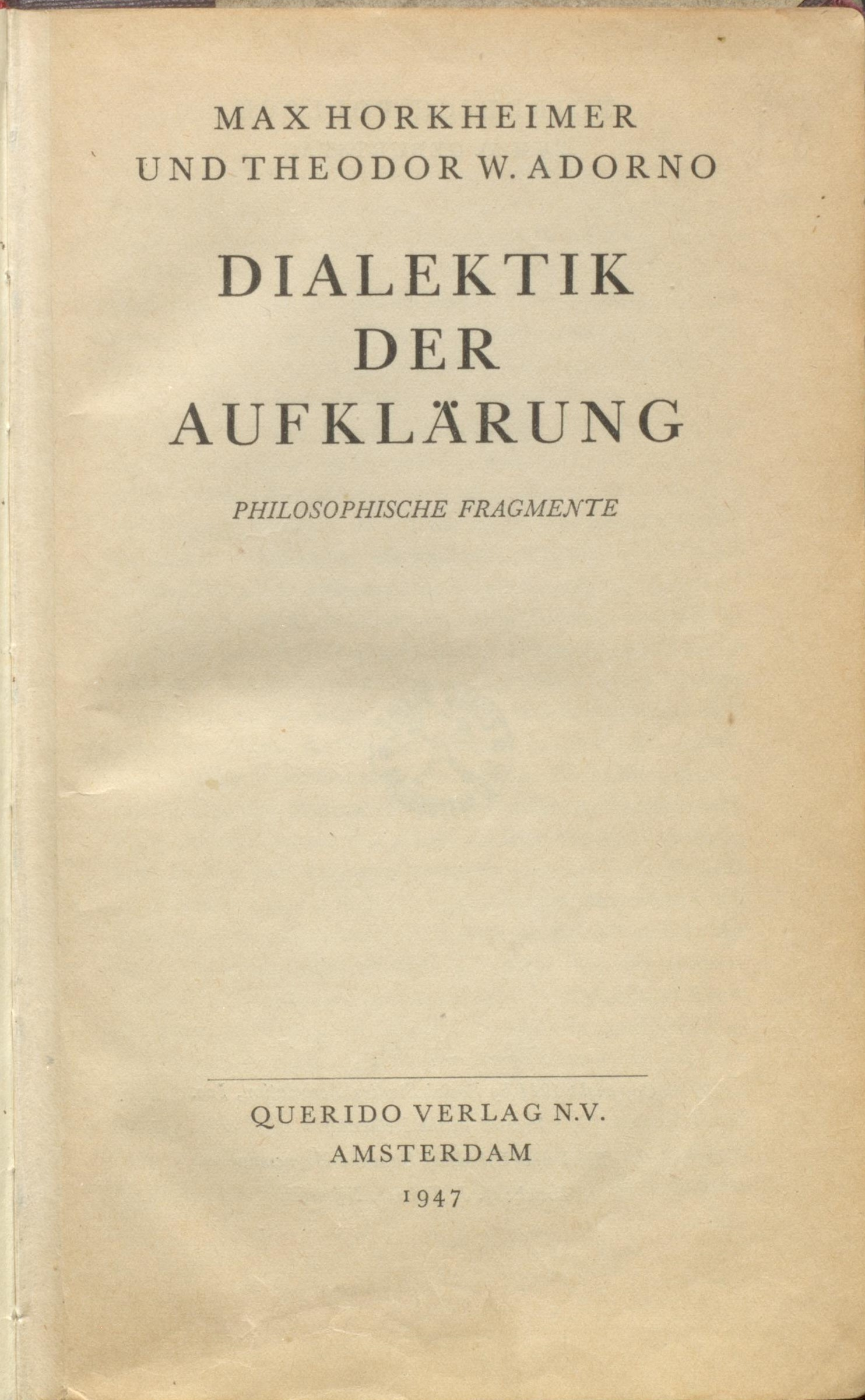
Dialektik der Aufklärung (1947)

Nach der Reichstagsbrandverordnung und dem Ermächtigungsgesetz mussten nahezu alle deutschen Autoren und Politiker, die für Demokratie eintraten, den aufkommenden Nationalsozialismus bekämpft hatten oder weiter bekämpften, sowie alle Autoren jüdischer Herkunft aus Deutschland flüchten, da sie von den Nationalsozialisten mit brutaler Gewalt verfolgt und zum Teil schon mit dem Tode bedroht wurden. Später wurden diese Emigranten auch amtlich ausgebürgert. Sie konnten nicht mehr in deutschen Zeitungen schreiben oder Bücher in Deutschland veröffentlichen. Ihre Bücher waren teilweise zuerst bei der Bücherverbrennung verfemt worden und wurden sämtlich in Deutschland verboten. Mit einem Schlag fehlten daher diesen Autoren und Politikern die Möglichkeiten, ihre Ansichten in Publikationen auszudrücken und gegen das erstarkende Dritte Reich zu kämpfen. Daraufhin wurde am 14. Juli 1933 von dem deutschen emigrierten ehemaligen Verlagsleiter des bekannten Kiepenheuer Verlages in Berlin Fritz Landshoff und dem politisch engagierten sozialdemokratischen niederländischen Verleger Emanuel Querido in Amsterdam der deutschsprachige Querido Verlag als Aktiengesellschaft gegründet. Er sollte den verfolgten und verbotenen deutschen Autoren die benötigte Publikationsmöglichkeit bieten.
Querido und Landshoff hatten je 50 % der Anteile. Querido stellte den Verlagssitz zur Verfügung, machte Buchhaltung und Vertrieb und erklärte sich bereit, für weitere vermutlich notwendige Finanzmittel zu sorgen. Direktoren waren Queridos Assistentin Alice van Nahuys und Fritz Landshoff, dem die literarische Leitung oblag. Da er alle Autoren aus seiner Zeit bei Kiepenheuer kannte, hatte er die Beziehungen, wichtige Autoren für den neuen Verlag zu verpflichten und für ein attraktives Programm zu sorgen.
Von September 1933 bis August 1935 erschien die von Klaus Mann herausgegebene literarische Monatsschrift Die Sammlung im Querido Verlag.
Die Bücher des Verlages mussten nicht nur in den Niederlanden verkauft werden, da dort nicht genügend deutschsprachige Abnehmer lebten, sondern wurden (unter teilweise schwierigsten Bedingungen) in die ganze Welt (außerhalb des nationalsozialistischen Machtbereichs) versandt, überall dorthin, wo es die deutschsprachigen Exilanten verschlagen hatte. Der Querido Verlag zählte mit dem Allert de Lange Verlag zu den wenigen Exilverlagen, die es mit einer großen Resonanz schafften in den Zufluchtsländern während der NS-Zeit auf Deutsch zu publizieren. Die schwierigen Existenzbedingungen lagen auch an den durch die kriegerische Expansion Nazideutschlands erschwerten Bedingungen für eine freiheitliche Produktion von Büchern. So wurden am 12. März 1938 mit der deutschen Besetzung Österreichs und der nach dem 29. September 1938 erfolgten deutschen Besetzung zentraler Teile der Tschechoslowakei deutsche Schriftsteller und Verlage, die nach 1933 in den deutschsprachigen Teil der Tschechoslowakei geflüchtet und dort geduldet waren, der Verfolgung durch die Nazibehörden ausgesetzt. Die deutschen Leser, Schriftsteller und Verleger mussten sofort aus diesen Ländern flüchten. Der Buchmarkt für deutschsprachige Bücher brach sofort zusammen. Auch die Vertriebsstelle von Querido in der Tschechoslowakei musste geschlossen werden. 
Unmittelbar nach der deutschen Besetzung der Niederlande im Mai 1940 erfolgte die Beschlagnahme und Zerstörung des Verlages durch die Gestapo. Einige Mitarbeiter des Verlages konnten noch rechtzeitig entkommen. Bei der Plünderung des Querido-Verlages sowie des Allert de Lange Verlags ging es den NS-Behörden nicht nur um die Beschlagnahme von Büchern, sondern ebenso um den Zugriff auf Korrespondenz mit „reichsfeindlichen“ Autoren. Man erhoffte sich Informationen über politische Aktivitäten und Auswanderungspläne, um diesen mit Verhaftungen und Deportationen zuvorzukommen. Am 17. Juni 1940 wurde das Verlagshaus in Anwesenheit von Querido und von dessen Sekretärin durchsucht. Viele Papiere waren inzwischen vom Verlagshaus de Lange in Sicherheit gebracht worden. Dennoch konnte ein großer Teil des Archivs nach Berlin transportiert werden, wo die Korrespondenz auf Namen und Adressen durchgeschaut wurde und auf deren Basis die Sonderfahndungsliste West erstellt wurde. 1943 wurden die Dokumente nach Schliersee ausgelagert und gelangten dort an die Rote Armee, 1957 wurden sie offiziell der DDR übergeben. Im Mai 1991 wurden sie an den Verlag Allert de Lange in Amsterdam zurückgegeben.
Landshoff, der sich zufällig in London aufgehalten hatte, gelang es 1943, nach New York zu entkommen. Emanuel Querido fiel 1943 durch Verrat in die Hände der Deutschen. Er wurde zusammen mit seiner Frau Jane Querido-Kozijn am 23. Juli 1943 im Vernichtungslager Sobibor ermordet.
Ab 1948 teilte sich Landshoff die Leitung der deutschen Abteilung mit Gottfried Bermann Fischer. 1950 erschien unter dem Titel Klaus Mann zum Gedächtnis eine Anthologie mit Autoren wie Thomas und Heinrich Mann, Gottfried Benn, Giuseppe Antonio Borgese, Lion Feuchtwanger, Hans Keilson, William L. Shirer, Upton Sinclair und vielen anderen. Es war das letzte Buch des Exilverlags Querido.
Seit 2014 bildet Querido mit Nijgh & Van Ditmar, De Arbeiderspers, Athenaeum, De Geus und Volt die Verlagsgemeinschaft Singel Uitgeverijen. Die Adresse ist Weteringschans 259 in Amsterdam.

## Würdigung
Der Querido Verlag war das wichtigste Publikationsorgan des deutschen literarischen und politischen Exils. Bis 1940 erschienen etwa 137 Bücher, nach 1945 noch weitere 41. Der Verlag war ein wichtiges Organ des kulturellen Widerstandes gegen das nationalsozialistische Deutschland. Anlässlich der Feierlichkeiten 2012 zum niederländischen Befreiungstag hielt der deutsche Bundespräsident Joachim Gauck die zentrale Rede, in der er auch Emanuel Querido und seine verlegerische Tätigkeit würdigte.

## Autoren des deutschsprachigen Querido Verlags

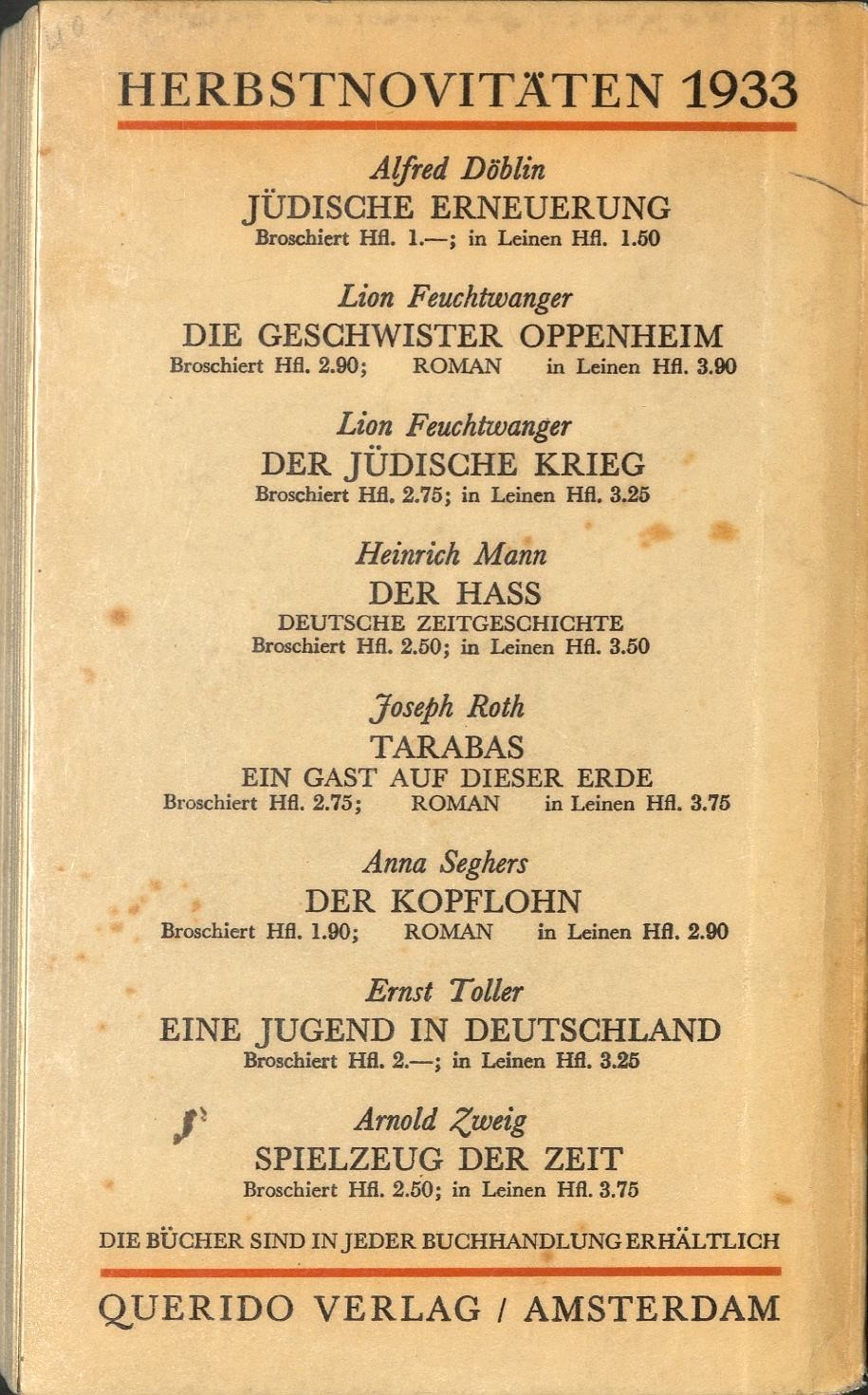
Herbstnovitäten 1933

- Theodor W. Adorno
- Vicki Baum
- Bernard von Brentano
- Alfred Döblin
- Albert Einstein
- Lion Feuchtwanger
- Bruno Frank
- Leonhard Frank
- Anna Gmeyner
- Oskar Maria Graf
- Thomas Theodor Heine
- Fritz Heymann
- Max Horkheimer
- Heinrich Eduard Jacob
- Georg Kaiser
- Hans Keilson
- Kurt Kersten
- Hermann Kesten
- Irmgard Keun
- Annette Kolb
- Emil Ludwig
- Erika Mann
- Heinrich Mann
- Klaus Mann
- Thomas Mann
- Valeriu Marcu
- Ludwig Marcuse
- Robert Neumann
- Rudolf Olden
- Erich Maria Remarque
- Gustav Regler
- Joseph Roth
- Arthur Schnitzler
- Leopold Schwarzschild
- Anna Seghers
- Wilhelm Speyer
- Ernst Toller
- Jakob Wassermann
- Alfred Wolfenstein
- Arnold Zweig